# Бахрейн на літніх Олімпійських іграх 2020
Бахрейн на літніх Олімпійських іграх 2020 буде представлений 32 спортсменами у 5 видах спорту.

## Легка атлетика
Бігові дисципліни
Чоловіки
| Атлет                  | Змагання             | Забіг     | Забіг   | Півфінал  | Півфінал | Фінал     | Фінал   |
| Атлет                  | Змагання             | Результат | Позиція | Результат | Позиція  | Результат | Позиція |
| ---------------------- | -------------------- | --------- | ------- | --------- | -------- | --------- | ------- |
| Аббас Аббас            | 400 м                |           |         |           |          |           |         |
| Садік Міху             | 1500 м               |           |         |           |          |           |         |
| Джон Кібет Коеч        | 3000 м з перешкодами |           |         | Н/Д       | Н/Д      |           |         |
| Бірані Балью           | 5000 м               |           |         | Н/Д       | Н/Д      |           |         |
| Бірані Балью           | 10,000 м             | Н/Д       | Н/Д     | Н/Д       | Н/Д      |           |         |
| Давіт Фікаду           | 5000 м               |           |         | Н/Д       | Н/Д      |           |         |
| Алему Бекеле           | Марафон              | Н/Д       | Н/Д     | Н/Д       | Н/Д      |           |         |
| Ель-Гассан Ель-Аббассі | Марафон              | Н/Д       | Н/Д     | Н/Д       | Н/Д      |           |         |
| Шумі Дечаса            | Марафон              | Н/Д       | Н/Д     | Н/Д       | Н/Д      |           |         |

Жінки
| Атлет              | Змагання             | Забіг     | Забіг   | Півфінал  | Півфінал | Фінал     | Фінал   |
| Атлет              | Змагання             | Результат | Позиція | Результат | Позиція  | Результат | Позиція |
| ------------------ | -------------------- | --------- | ------- | --------- | -------- | --------- | ------- |
| Амінат Джамал      | 400 м з бар'єрами    |           |         |           |          |           |         |
| Вінфред Яві        | 3000 м з перешкодами |           |         | Н/Д       | Н/Д      |           |         |
| Калкідан Гезагегне | 5000 м               |           |         | Н/Д       | Н/Д      |           |         |
| Калкідан Гезагегне | 10 000 м             | Н/Д       | Н/Д     | Н/Д       | Н/Д      |           |         |
| Юнісе Чумба        | Марафон              | Н/Д       | Н/Д     | Н/Д       | Н/Д      |           |         |
| Теджіту Даба       | Марафон              | Н/Д       | Н/Д     | Н/Д       | Н/Д      |           |         |

Змішані змагання
| Атлет | Змагання                 | Забіг     | Забіг   | Фінал     | Фінал   |
| Атлет | Змагання                 | Результат | Позиція | Результат | Позиція |
| ----- | ------------------------ | --------- | ------- | --------- | ------- |
|       | Змішана естафета 4х400 м |           |         |           |         |

Метання
Чоловіки
| Атлет              | Змагання       | Кваліфікація | Кваліфікація | Фінал     | Фінал   |
| Атлет              | Змагання       | Дистанція    | Позиція      | Дистанція | Позиція |
| ------------------ | -------------- | ------------ | ------------ | --------- | ------- |
| Абделрахман Махмуд | Штовхання ядра |              |              |           |         |

## Бокс
| Атлет         | Змагання         | 1/8 фіналу       | Чвертьфінал      | Півфінал         | Фінал            | Фінал   |
| Атлет         | Змагання         | Результат двобою | Результат двобою | Результат двобою | Результат двобою | Позиція |
| ------------- | ---------------- | ---------------- | ---------------- | ---------------- | ---------------- | ------- |
| Даніс Латипов | Чоловіки, 91+ кг |                  |                  |                  |                  |         |

## Гандбол
Результат
| Збірна          | Змагання         | Груповий турнір | Груповий турнір | Груповий турнір | Груповий турнір | Груповий турнір | Груповий турнір | Чвертьфінал | Півфінал | Фінал / 3М | Фінал / 3М |
| Збірна          | Змагання         | Рахунок         | Рахунок         | Рахунок         | Рахунок         | Рахунок         | Позиція         | Рахунок     | Рахунок  | Рахунок    | Позиція    |
| --------------- | ---------------- | --------------- | --------------- | --------------- | --------------- | --------------- | --------------- | ----------- | -------- | ---------- | ---------- |
| Збірна Бахрейну | Чоловічий турнір |                 |                 |                 |                 |                 |                 |             |          |            |            |

## Стрільба
| Атлет          | Змагання    | Кваліфікація | Кваліфікація | Фінал | Фінал   |
| Атлет          | Змагання    | Очки         | Позиція      | Очки  | Позиція |
| -------------- | ----------- | ------------ | ------------ | ----- | ------- |
| Маріям Гассані | Скит, жінки |              |              |       |         |

## Плавання
| Атлет         | Змагання                   | Заплив | Заплив  | Півфінал | Півфінал | Фінал | Фінал   |
| Атлет         | Змагання                   | Час    | Позиція | Час      | Позиція  | Час   | Позиція |
| ------------- | -------------------------- | ------ | ------- | -------- | -------- | ----- | ------- |
| Абдулла Ахмед | Чоловіки, 100 м батерфляєм |        |         |          |          |       |         |
| Нур Таха      | Жінки, 50 м вільним стилем |        |         |          |          |       |         |